# Contea di Yizhang
La contea di Yizhang (宜章县S, Yízhāng XiànP) è una contea della Cina, situata nella provincia di Hunan e amministrata dalla prefettura di Chenzhou.